# 簡佩筠
簡佩筠（June Kan，1973年11月6日—），香港前女艺人，活跃于1990年代的电视演員。曾為香港无綫电视女艺員及花旦，憑藉于《神雕俠侶》中飾演的陸无双、《大鬧广昌隆》飾演的陸曉彤而為人熟悉。簡佩筠中學畢業曾入讀香港樹仁大學，但後來自覺她所修讀學科沒有事業的前途，於是在1994年放棄學業並進入娛樂圈。1997年退出娛樂圈後並前往美國再重新修讀學士學位課程，並於加州大學爾灣分校經濟學系畢業。現為瑞士護膚品牌亞洲總代理執行董事。

## 節目主持 (無綫電視)
- 拯救威龍[1]
- 1995年：寰宇風情 紐西蘭、大溪地特輯（拍檔：張錦程）
- 1996年：永安旅遊話你知：點解越南咁好玩 (拍檔：魏駿傑及孫佳君)

## 電視劇（無綫電視）
| 首播   | 劇名            | 角色   |
| 1994年 | 笑看风云        | 黃茵   |
| 1994年 | 阿Sir早晨       | 祝中平 |
| 1995年 | 神雕侠侣        | 陆无双 |
| 1995年 | 亲恩情未了      | 张家美 |
| 1995年 | 一切从失踪开始  | 阮嘉慧 |
| 1995年 | 新同居關係      | 林麗芬 |
| 1997年 | 迷离档案        | 冯淑恩 |
| 1997年 | 刑事侦缉档案III | 莫咏希 |
| 1997年 | 大闹广昌隆      | 陆晓彤 |

## 电影
| 首播   | 劇名                         | 角色 |
| 1995年 | 三隻鬼一個人（無綫電視電影） |      |
| 1995年 | 出更二人组（無綫電視電影）   | 阿仪 |
| 1997年 | 偷情男女                     | 安安 |

## MV演出
- 海俊傑微風中[6]